# Alfred von Keßler
Alfred August Ludwig Gottfried Keßler, kể từ năm 1882 von Keßler (13 tháng 1 năm 1833 tại Luxembourg – 10 tháng 8 năm 1907 tại Bullay) là một sĩ quan quân đội Phổ, đã được thăng đến cấp Thượng tướng Bộ binh.

## Tiểu sử
Ông là con trai của Thượng tá Phổ Johann Friedrich August Keßler (1806 – 1878) và người vợ của ông này là Luise Emilie Karoline, tên khai sinh là Brée (1814 – 1841).
Sau khi học trường đồn binh (Garnisonschule) và trung học (Gymnasium) ở Trier, ông nhập học trường thiếu sinh quân tại Bensberg và Berlin. Vào ngày 26 tháng 4 năm 1851, Keßler nhập ngũ quân đội Phổ với quân hàm Thiếu úy trong Ban thanh tra pháo binh 2. Vài ngày sau, ông được chuyển sang biên chế của Khoa Công binh 8. Về sau này, ông được bổ nhiệm chức Trưởng khoa trong Bộ Tổng tham mưu với cấp bậc Thiếu tướng. Để ghi nhận những cống hiến của ông đối với Nhà nước Phổ, ông được liệt vào hàng khanh tướng tại Potsdam vào ngày 27 tháng 5 năm 1882. Vào ngày 15 tháng 5 năm 1886, Keßler ban đầu được giao quyền chỉ huy (Führung) Sư đoàn số 28, trước khi được lên quân hàm Trung tướng vào ngày 18 tháng 9 và lãnh chức Tư lệnh sư đoàn vào ngày 4 tháng 12 năm 1886. Keßler giữ chức vụ này cho đến ngày 23 tháng 3 năm 1890 rồi được đổi làm Tướng thanh tra của hệ thống giáo dục và rèn luyện quân sự. Đồng thời, ông trở thành một thành viên cố định trong Ủy ban quốc phòng (Landes-Verteidigungskommission) vào ngày 28 tháng 4 năm 1890. Với cấp bậc Thượng tướng Bộ binh (kể từ ngày 20 tháng 9 năm 1890), vào ngày 20 tháng 1 năm 1898, Keßler về hưu, đồng thời được phong chức vị danh dự à la suite của đội thiếu sinh quân.
Để ghi nhận những đóng góp to lớn của ông, Keßler được trao tặng Huân chương Vương miện hạng nhất vào ngày 20 tháng 8 năm 1889, rồi được tặng thưởng Đại Thập tự của Huân chương Đại bàng Đỏ với Bó sồi vào ngày 8 tháng 9 năm 1893.
Vào ngày 19 tháng 5 năm 1860, tại Koblenz, Keßler kết hôn với Marie, tên khai sinh là Werner (sinh năm 1837). Cặp đôi sinh sống tại Bullay, nơi ông từ trần vào ngày 10 tháng 8 năm 1907. Cuộc hôn nhân đã mang lại cho họ sáu người con, trong đó có nhà quân sự và ngoại giao Đức Friedrich von Keßler (1875 – 1933).